# Norman County
Norman County is een county in de Amerikaanse staat Minnesota.
De county heeft een landoppervlakte van 2.270 km² en telt 7.442 inwoners (volkstelling 2000). De hoofdplaats is Ada.

## Bevolkingsontwikkeling

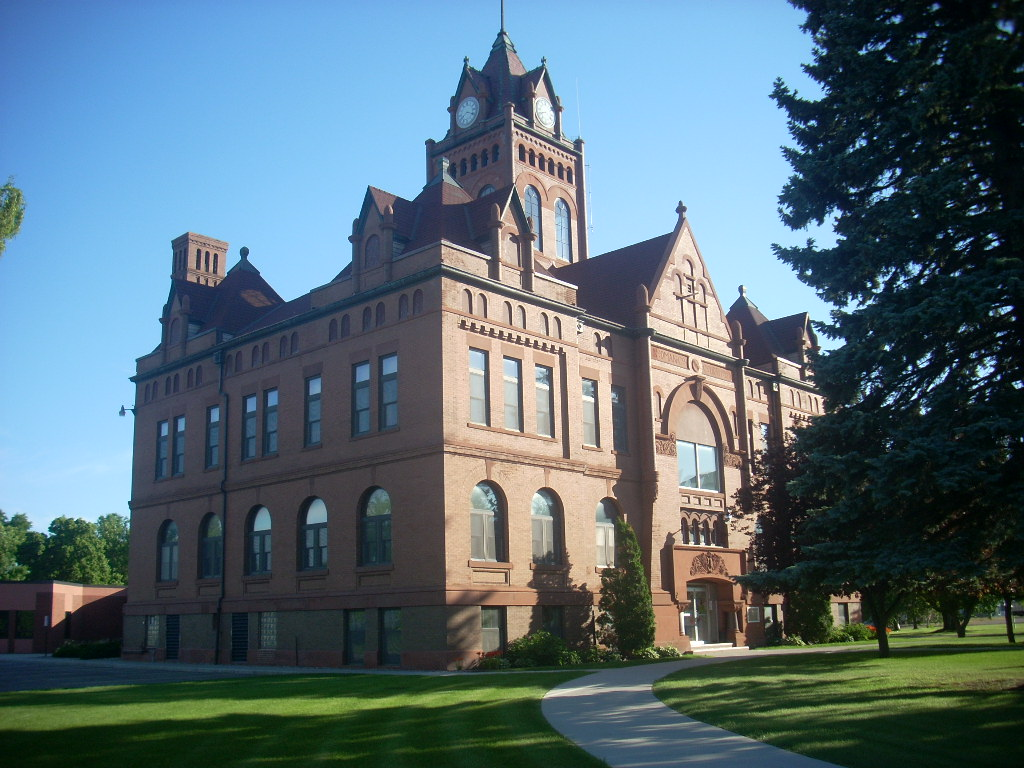
Norman County Courthouse